# Doboszowice (województwo opolskie)
Doboszowice – nieistniejąca już wieś leżąca w czasach średniowiecza na północny-wschód od Starego Paczkowa w obrębie dzisiejszego Jeziora Otmuchowskiego.
Wieś wzmiankowana jest po raz pierwszy w 1305 roku w Liber fundationis episcopatus Vratislaviensis (Księga uposażeń biskupstwa wrocławskiego). Zapisana jest jako Dobassowicz sub silva (pol. Doboszowice pod lasem). Następnie wzmiankowana w 1425 roku. Pojawia się w aktach sprzedaży z XVI wieku jako Doschwitz lub Dobschütz. Prawdopodobnie pierwotnie było to alodium, które stało się wyludnionym miejscem. Pozostała po niej nazwa pola Dobschützen. Nazwa używana była do lat 30 XX wieku kiedy pole stało się częścią Jeziora Otmuchowskiego. 